# Eleanor Pattersonová
Eleanor Pattersonová (* 22. května 1996 Leongatha, Victoria) je australská skokanka do výšky. Je držitelkou rekordu Oceánie venku (202 cm) i v hale (200 cm).
Zvítězila na mistrovství světa v atletice do 17 let 2013 a v prosinci téhož roku v Townsvillu vyrovnala výkonem 196 cm  světový rekord své věkové kategorie. V roce 2014 vyhrála Hry Commonwealthu. Na Letních olympijských hrách 2016 vypadla v kvalifikaci. Po řadě neúspěchů přestala roku 2018 závodit a k atletice se vrátila až po roční pauze. Roku 2021 vyhrála Hry Paava Nurmiho v Turku, na tokijské olympiádě skočila ve finále 196 cm a obsadila páté místo. Získala stříbrnou medaili na halovém mistrovství světa 2022 a v červnu téhož roku zvítězila na mítinku Bauhaus-Galan. Díky výkonu 202 cm vyhrála mistrovství světa v atletice 2022 a stala se první australskou výškařskou mistryní světa.
Měří 182 cm a váží 68 kg. Jejím snoubencem je italský výškař Marco Fassinotti.